# 132741 Liliacapocaccia
132741 Liliacapocaccia este o planetă minoră (asteroid), cu un diametru de 5,252 km, din centura de asteroizi. A fost descoperită pe 6 august 2002 la  de . 
Obiectul prezintă o orbită caracterizată de o semiaxă mare de 3,0238119784481 UAi, o excentricitate de 0,015685934210772, o înclinație de 1,9216861319265 ° în raport cu ecliptica.